# Jiangsu
Jiangsu, dt. nach Post Kiangsu (chinesisch 江蘇 / 江苏, Pinyin Jiāngsū), ist eine Provinz im Osten der Volksrepublik China, am Gelben Meer gelegen. Jiangsu liegt im Mündungsbereich des Jangtsekiang. Die Provinz gilt sprichwörtlich als „Land, reich an Reis und Fisch“ (魚米之鄉 / 鱼米之乡,  Yúmĭ zhī xiāng). In neuerer Zeit ist Jiangsu zu einer der industriell wirtschaftsstärksten Provinzen Chinas herangewachsen. Die Hauptstadt der Provinz ist Nanjing, weitere wichtige Orte sind Suzhou, Nantong, Wuxi und Changzhou.

## Geographie

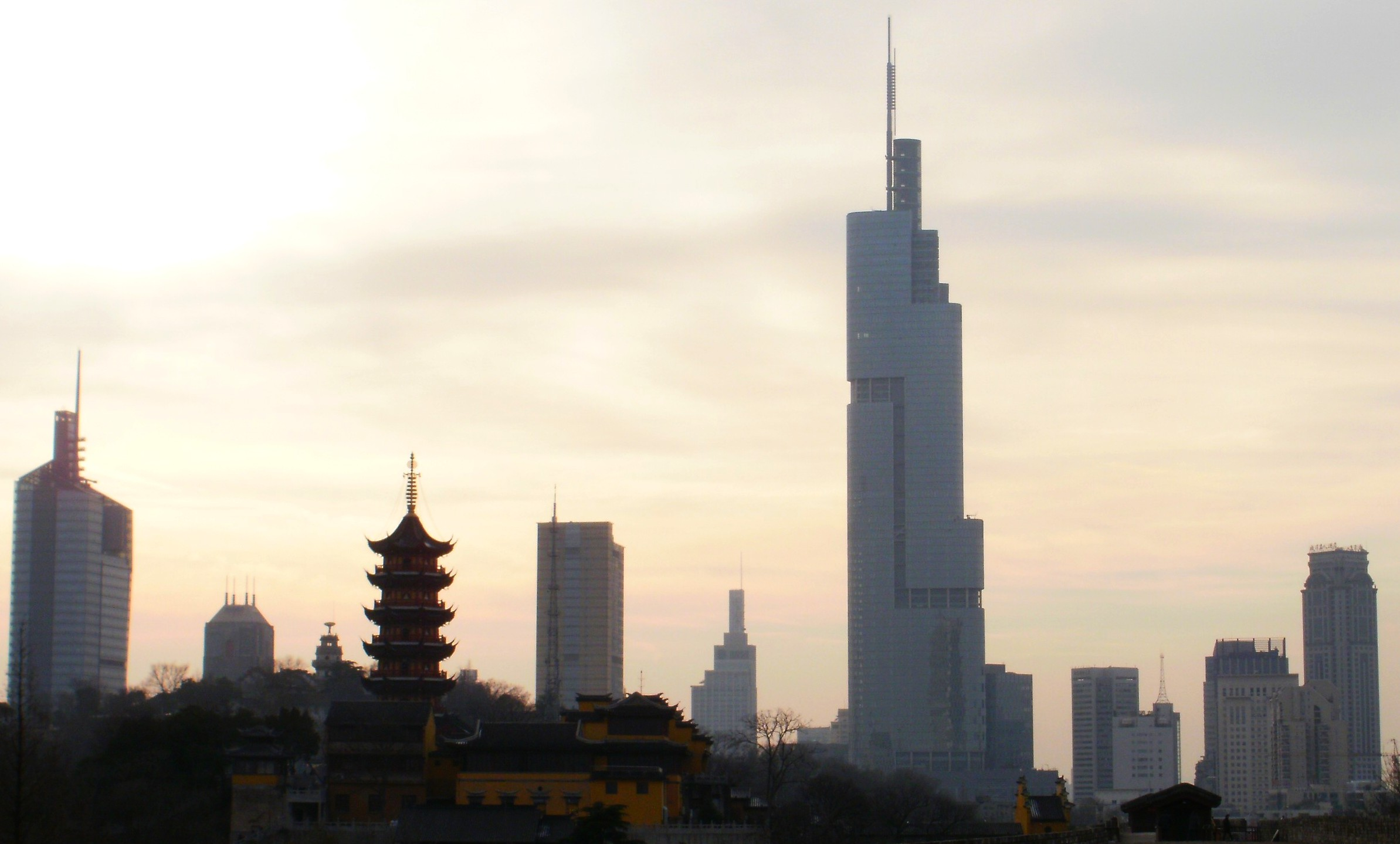
Skyline von Nanjing

In Bezug auf die Meeresgeographie gehören die meisten Küstengewässer von Jiangsu zum Gelben Meer. Nur die Gewässer östlich der Mündung des Jangtsekiang und südlich der Linie von Yuantuojiao in Qidong bis zur Insel Jeju in Südkorea werden zum Ostchinesischen Meer gerechnet.
Die Topografie der Provinz ist im Süden (Jangtsekiang-Delta) und Osten (Küste) flach, im Norden und Westen hügelig bis bergig. Die Küstenlinie ist 954 km lang und beginnt im Norden an der Mündung des Flusses Xiuzhen im Bezirk Ganyu der Stadt Lianyungang, der Grenze zur Provinz Shandong, und endet im Süden am Hafen Lianxing in der kreisfreien Stadt Qidong am Nordufer der Mündung des Jangtsekiang. Unter allen Provinzen Chinas hat Jiangsu den höchsten Anteil an Flachland und Wasser und den niedrigsten an Hügel- und Bergland. Mit dem Tai-See und dem Hongze-See liegen zwei der größten Binnenseen der Volksrepublik China in Jiangsu. Der im 7. Jahrhundert erbaute Kaiserkanal, der den Jangtsekiang und den Huang He miteinander verbindet, liegt zu einem großen Teil in Jiangsu. Er ist innerhalb von Jiangsu 690 km lang und stellte eine wichtige Nord-Süd-Verkehrsader dar.
An der Küste Jiangsus finden sich ausgedehnte Wattenmeeresflächen, die von großer ökologischer Bedeutung sind und die zum Teil unter der Bezeichnung „Zugvogelschutzgebiete entlang der Küste des Gelben Meeres – Golf von Bohai“ in das UNESCO-Weltnaturerbe aufgenommen wurden. Das dauerhaft nicht vom Meer überschwemmte Wattenmeer umfasst eine Fläche von 307 km² und die intertidalen Wattgebiete umfassen etwa 2677 km². Entlang der Küste gibt es 26 Inseln, von denen vier dauerhaft bewohnt sind – Liandao (连岛) und Yangshandao (羊山岛) im Bezirk Lianyun der Stadt Lianyungang, Xinglongsha (兴隆沙) in der Stadt Qidong und Yonglongsha (永隆沙) im Bezirk Haimen der Stadt Nantong.
Nachbarprovinzen sind Anhui, Shandong, Shanghai und Zhejiang.

## Geschichte

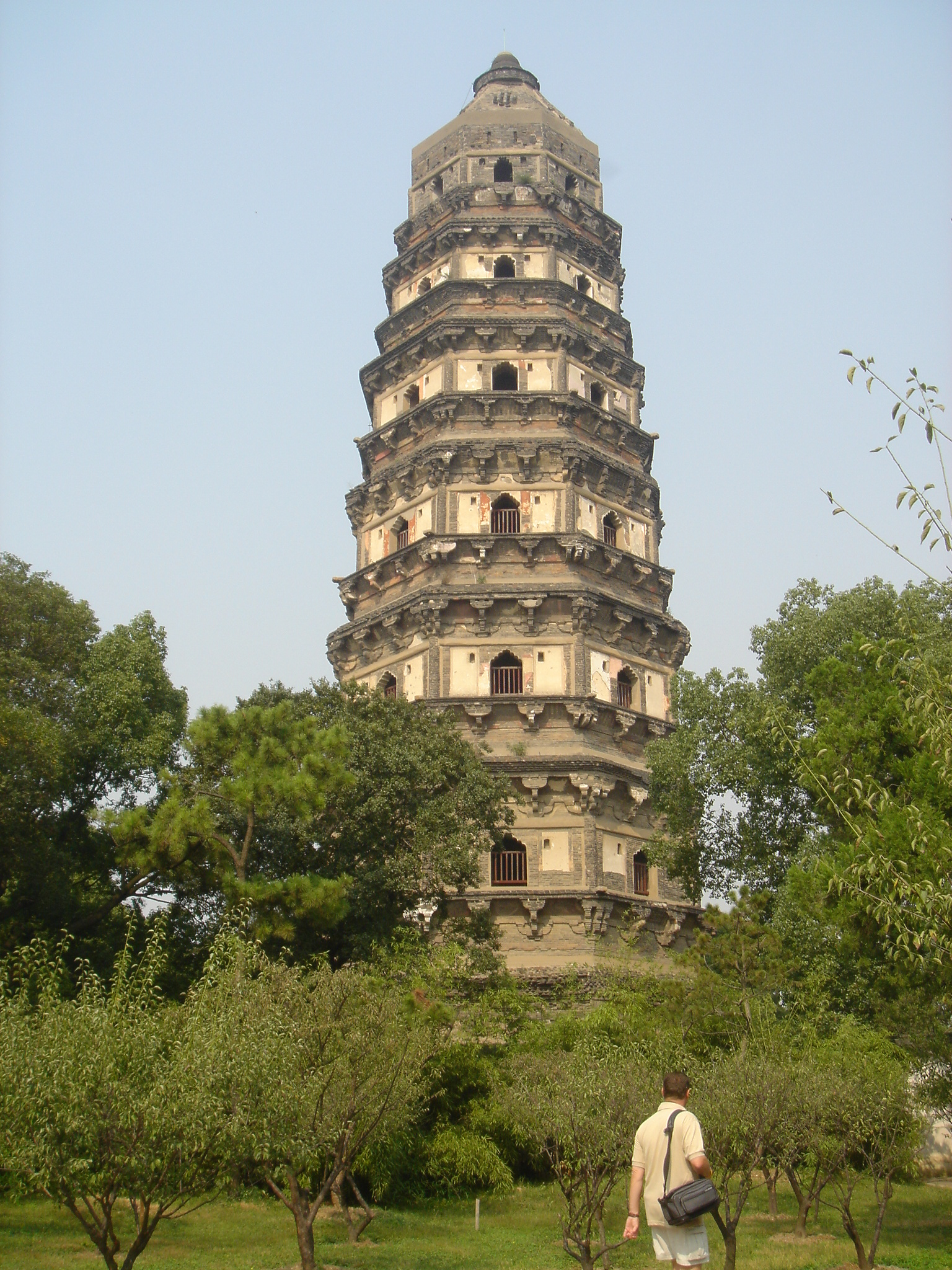
Pagode des Yunyan-Tempels in Suzhou, erbaut 907–961

Formal wurde die Provinz Jiangsu zur Herrschaftszeit des zweiten Qing-Kaisers Kangxi im Jahr 1667 mit Suzhou als Provinzhauptstadt gegründet. Der Provinzname wurde durch Zusammenziehung der beiden Städtenamen Jiangning (江宁 / 江寧, das heutige Nanjing) und Suzhou (苏州 / 蘇州) gebildet. Zuvor war das Gebiet von Jiangsu unter dem Namen Wu (吳 / 吴,  Wú), der sich von dem antiken Staat Wu (吳國 / 吴国,  Wúguó) ableitete, bekannt. Während der Zeit der Frühlings- und Herbstannalen (722 bis 481 v. Chr.) eroberte der zu den „Fünf Hegemonen“ gehörende Staat Wu im Jahr 494 v. Chr. den westlich benachbarten Staat Chu, wurde aber seinerseits vom Staat Yue im Jahr 333 v. Chr. besiegt. Nach der Reichseinigung unter der Qin-Dynastie 221 v. Chr. kam es im Jahr 209 v. Chr. zu einem von Offizieren angeführten Bauernaufstand im Bereich des heutigen Jiangsu, der letztlich zum Sturz der Dynastie führte. Der aus Jiangsu stammende Liu Bang konnte sich gegen Rivalen durchsetzen und wurde unter dem Herrschernamen Han Gaozu zum Stammvater der langlebigen Han-Dynastie (206 v. Chr. bis 220 n. Chr.). Nach dem Ende der Han-Dynastie war Jiankang (das heutige Nanjing) in Jiangsu ein florierendes Handelszentrum und diente während der Zeit der Südlichen und Nördlichen Dynastien (420–589) vier südlichen Dynastien als Hauptstadt (der älteren Song-Dynastie, der südlichen Qi-Dynastie, der Liang-Dynastie und der Chen-Dynastie). Auch während der späteren südlichen Tang-Dynastie (937–975) fungierte Jiankang als Hauptstadt. In der Zeit der Ming-Dynastie (1368–1644) war Jiangsu zusammen mit dem heutigen Anhui und Shanghai zu einer administrativen Einheit Nan Zhili (南直隸 / 南直隶,  Nánzhílì – „Süd-Zhili, südliche direkt regierte Provinz“) zusammengefasst.
Während der Qing-Dynastie (1644–1911) wurde die Provinz, wie auch die Nachbarprovinzen, schwer vom Taiping-Aufstand (1851–1864) betroffen. Ebenso schwer hatte die Provinz unter den japanischen Kriegsverbrechen während des Japanisch-chinesischen Krieges 1937 bis 1945 zu leiden. Die damalige Hauptstadt der Republik China Nanjing (Nanking) wurde im Dezember 1937 von den Japanern erobert, wonach eine drei Monate andauernde Gewaltorgie mit Massenvergewaltigungen, irregulären Tötungen etc. begann, die insgesamt etwa 300.000 chinesischen Zivilisten das Leben kostete.

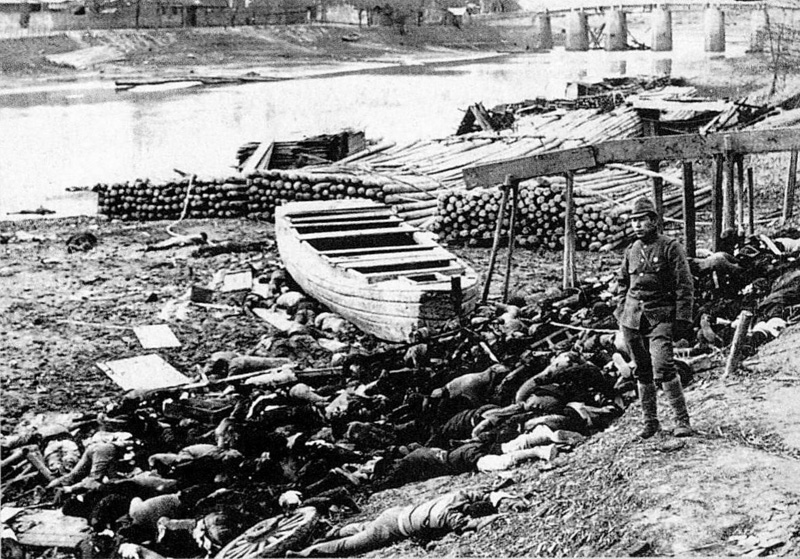
Ermordete Zivilisten während des Massakers von Nanking 1937

Nach der Eroberung Nanjings durch die Kommunisten im Chinesischen Bürgerkrieg 1949 wurde die Provinz Jiangsu kurzzeitig in zwei Provinzen aufgeteilt, Subei (蘇北 – „Nord-Su“) mit Hauptstadt Taizhou und Sunan (蘇南 – „Süd-Su“) mit Hauptstadt Wuxi. Am 15. November 1952 wurde die Teilung wieder rückgängig gemacht und am 1. Januar 1953 wurde Nanjing offizielle Provinzhauptstadt. Am 28. Mai 1959 wurde die Stadt Shanghai – kurz zuvor um zehn Kreise vergrößert – aus der Provinz Jiangsu ausgegliedert.

## Bevölkerung
Bei der Volkszählung 2020 hatte Jiangsu 84.748.016 dauerhaft ansässige Einwohner. Bei der Volkszählung im Jahr 2010 waren es noch 78.660.941 Einwohner gewesen. Dies entsprach einer Zunahme um 6.087.075 Einwohner (+ 7,74 %). Von den 13 bezirksfreien Städten, in die Jiangsu eingeteilt ist, verzeichneten Suzhou (+ 2.288.372 Einwohner), Nanjing (+ 1.310.941 Einwohner) und Changzhou (+ 1.087.736 Einwohner) den stärksten Zuwachs.

### Bevölkerungsentwicklung
| Jahr | Einwohnerzahl |
| ---- | ------------- |
| 1954 | 41.252.192    |
| 1964 | 44.504.608    |
| 1982 | 60.521.114    |
| 1990 | 67.056.519    |
| 2000 | 73.043.577    |
| 2010 | 78.660.941    |
| 2020 | 84.748.016    |

Das Bevölkerungswachstum ist in den letzten Jahren stetig zurückgegangen. Zwischen 2000 und 2010 wuchs die Bevölkerung noch im Schnitt jährlich um 0,72 %. Bis 2015 sank der Zuwachs auf 0,2 %. Im Jahr 2016 stieg das Bevölkerungswachstum aufgrund der Aufgabe der Ein-Kind-Politik auf 0,27 % bzw. 223 000 Personen an. Die Geburtenrate lag im Jahr 2016 bei 9,76 pro Tausend Einwohner (oder 779 600 Neugeborene), die Sterberate lag bei 7,03 pro Tausend. Im Jahre 2016 ging die Anzahl der Frauen im gebärfähigen Alter um 530 000 Personen auf 20,65 Millionen zurück. Etwa 60 % der Frauen hatte ein Kind. Der Anteil der Frauen mit zwei oder mehr Kindern ist auf 40 % gestiegen, so dass vorübergehend ein höheres Bevölkerungswachstum erwartet wurde.
Im Jahr 2021 nahm die ständige Bevölkerung der Provinz im Vergleich zum Vorjahr erstmals ab. Im Jahr 2022 betrug die Geburtenrate der ständigen Bevölkerung der Provinz 5,23 ‰, die Sterberate 7,04 ‰ und die natürliche Wachstumsrate −1,81 ‰. In den folgenden Jahren wird eine weitere Bevölkerungsabnahme erwartet. Die Bevölkerung im erwerbsfähigen Alter (Alter zwischen 15 und 64 Jahren) lag am Ende des Jahres 2022 bei 57,88 Millionen Menschen. Der Anteil der Personen unter 15 Jahren lag bei 14,15 %, der Anteil der Personen über 64 Jahren lag bei 17,87 %.
2013 lag die durchschnittliche Lebenserwartung bei 78,8 Jahren und damit über dem chinesischen Durchschnitt.

### Urbanisierung und Städte
Im Jahre 2016 lebten 54,1665 Millionen Menschen in den städtischen Gebieten Jiangsus, das entspricht 67,72 % der Gesamtbevölkerung. Dieser Anteil ist gegenüber 2015 um 1,2 Prozentpunkte bzw. 1,1082 Millionen Menschen gewachsen. Der Verstädterungsgrad ist dabei regional verschieden: im Süden der Provinz lebten fast 76 % der Bevölkerung in Städten, während es im Norden knapp 61 % waren; im Zentrum der Provinz lag der Anteil bei 64 %. Dafür wuchs die städtische Bevölkerung im Zentrum mit 1,62 und im Norden mit 1,55 Prozentpunkten Zuwachs schneller als im Süden mit 0,68 Prozentpunkten. Die Ursache hierfür liegt darin, dass der Süden der Provinz wirtschaftlich am weitesten entwickelt ist. Dies hat zahlreiche Menschen aus anderen Regionen Jiangsus oder Chinas in die Städte Süd-Jiangsus gezogen. Mittel-Jiangsu hat eine stabile Industriebasis, wodurch sich Zuzug und Abwanderung die Waage halten und die Verstädterung schnell voranschreitet. Der Norden Jiangsus profitiert von starken Investitionen in Verkehrswege und Wohnbau, was ebenfalls die Verstädterung vorantreibt.
Aufgrund der relativ hohen Urbanisierung hatte die Provinz 2020 bereits 17 Millionenstädte. Die Millionenstädte der Provinz mit Einwohnerzahlen der eigentlichen städtischen Siedlung auf dem Stand der Volkszählung 2020 sind die folgenden:
| Rang | Stadt     | Einwohner | Rang | Stadt        | Einwohner |
| ---- | --------- | --------- | ---- | ------------ | --------- |
| 1    | Nanjing   | 7.519.814 | 10   | Yancheng     | 1.353.475 |
| 2    | Suzhou    | 5.892.892 | 11   | Taizhou      | 1.348.327 |
| 3    | Wuxi      | 3.956.985 | 12   | Jiangyin     | 1.331.352 |
| 4    | Changzhou | 3.187.315 | 13   | Changshu     | 1.230.599 |
| 5    | Nantong   | 2.987.600 | 14   | Zhenjiang    | 1.123.813 |
| 6    | Xuzhou    | 2.845.552 | 15   | Suqian       | 1.081.559 |
| 7    | Yangzhou  | 2.067.254 | 16   | Lianyugang   | 1.071.019 |
| 8    | Huai’an   | 1.804.611 | 17   | Zhangjiagang | 1.055.893 |
| 9    | Kunshan   | 1.652.159 |      |              |           |

### Sprachen
Die verbreitetsten Sprachen sind Hochchinesisch und Wu-Dialekte. Die Grenze zwischen dem Jianghuai-Mandarin und den Wu-Dialekten wird in Jiangsu ungefähr durch den Jangtsekiang markiert. Allerdings fällt die Grenzlinie nicht vollständig mit dem Flussverlauf zusammen. Auch nördlich des Flusses werden in Qidong, Haimen und teilweise auch in Tongzhou und Jingjiang Wu-Dialekte gesprochen, während andererseits Nanjing, Zhenjiang und andere Orte südlich des Jangtsekiangs zum Jianghuai-Mandarinsprachgebiet gehören. Lishui, Jurong, Jintan, Dantu, Danyang, Jingjiang und Tongzhou gelten als sprachliche Mischgebiete. Im Allgemeinen ist eine Tendenz zum zunehmenden Gebrauch des Hochchinesischen (Mandarin) und ein Rückgang des Gebrauchs der Wu-Dialekte festzustellen.

### Nationale Minderheiten
Die Bevölkerung der Provinz Jiangsu besteht fast ausschließlich aus Han-Chinesen. Bei der Volkszählung 2020 umfasste die Han-Bevölkerung 84.126.802 Personen (99,27 %) und die ethnische Minderheitsbevölkerung kam auf 621.214 Personen (0,73 %). Im Vergleich zum Jahr 2010 wuchs die Han-Bevölkerung um 5.850.787 Personen (+ 7,47 %) und die Bevölkerung verschiedener ethnischer Minderheiten um 236.288 (+ 61,39 %).
2010 lebten 384 900 Angehörige ethnischer Minderheiten in der Provinz, davon 99 100 Personen in der Provinzhauptstadt Nanjing. Die größte der Minderheiten waren die Hui mit 130 757 Personen bei der Volkszählung 2010. Die Hui sind in Jiangsu auch heimisch. Darüber hinaus lebten im Jahr 2010 49 535 Miao, 41 258 Tujia, 20 880 Zhuang, 18 896 Yi, 18 074 Mandschu, 16 689 Bouyei, 13 089 Sui, 12 280 Dong und 10 691 Mongolen. Es wird geschätzt, dass sich unter der nicht langfristig in Jiangsu lebenden Bevölkerung (Wanderarbeiter) weitere 600 000 Angehörige nationaler Minderheiten befinden.
In Jiangsu gibt es eine Nationalitätengemeinde (Gemeinde Lingtang der Hui), eine Großgemeinde, die als Nationalitätengemeinde behandelt wird (Zhuzhen im Stadtbezirk Luhe von Nanjing) und 39 Nationalitäten-Einheiten auf Dorfebene. Über die ganze Provinz verteilt gibt es spezielle Einrichtungen für die nationalen Minderheiten, v. a. Grund- und Mittelschulen.

## Administrative Gliederung
Die Provinz Jiangsu setzt sich aus 12 bezirksfreien Städten zusammen. Die Provinzhauptstadt Nanjing besitzt den Status einer provinzunmittelbaren Verwaltungszone.
| Verwaltungs- einheit          | Chin.    | Hanyu Pinyin    | Verwaltungs- zentrum | Fläche (km²) | Einwohner (2020) |
| ----------------------------- | -------- | --------------- | -------------------- | ------------ | ---------------- |
| Jiangsu                       | 江苏省   | Jiāngsū Shěng   | Nanjing              | 107.217,44   | 84.748.016       |
| — Provinzunmittelbare Stadt — |          |                 |                      |              |                  |
| Nanjing                       | 南京市   | Nánjīng Shì     | Xuanwu               | 6.587,02     | 9.314.685        |
| — Bezirksfreie Städte —       |          |                 |                      |              |                  |
| Wuxi                          | 无锡市   | Wúxī Shì        | Binhu                | 4.627,46     | 7.462.135        |
| Xuzhou                        | 徐州市   | Xúzhōu Shì      | Yunlong              | 11.764,88    | 9.083.790        |
| Changzhou                     | 常州市   | Chángzhōu Shì   | Xinbei               | 4.372,15     | 5.278.121        |
| Suzhou                        | 苏州市   | Sūzhōu Shì      | Gusu                 | 8.657,32     | 12.748.262       |
| Nantong                       | 南通市   | Nántōng Shì     | Chongchuan           | 10.549,25    | 7.726.635        |
| Lianyungang                   | 连云港市 | Liányúngǎng Shì | Haizhou              | 7.615,29     | 4.599.360        |
| Huai’an                       | 淮安市   | Huái'ān Shì     | Qingjiangpu          | 10.029,54    | 4.556.230        |
| Yancheng                      | 盐城市   | Yánchéng Shì    | Tinghu               | 16.931,29    | 6.709.629        |
| Yangzhou                      | 扬州市   | Yángzhōu Shì    | Hanjiang             | 6.591,21     | 4.559.797        |
| Zhenjiang                     | 镇江市   | Zhènjiāng Shì   | Runzhou              | 3.840,32     | 3.210.418        |
| Taizhou                       | 泰州市   | Tàizhōu Shì     | Hailing              | 5.787,36     | 4.512.762        |
| Suqian                        | 宿迁市   | Sùqiān Shì      | Sucheng              | 8.524,29     | 4.986.192        |

Auf Kreisebene bestanden im Jahr 2020 55 Stadtbezirke, 21 kreisfreie Städte sowie 19 Kreise. Auf Gemeindeebene gab es im selben Jahr 712 Großgemeinden, 515 Straßenviertel, 3 Gemeinden und eine Nationalitätengemeinde.
Seit dem 1. Oktober 2012 sind die beiden kreisfreien Städte Kunshan und Taixing sowie der Kreis Shuyang in einem Pilotprojekt direkt der Provinzregierung unterstellt.

## Wirtschaft
Im Jahr 2015 erwirtschaftete die Provinz ein BIP in Höhe von 7,01 Billionen Yuan (1.125 Milliarden US-Dollar) und belegte damit den zweiten Rang unter den Provinzen Chinas. Das BIP pro Kopf betrug 95.259 Yuan (14.343 US-Dollar / KKP: 27.428 US-Dollar) pro Jahr (Rang 4 unter den chinesischen Provinzen). Das Wohlstandsniveau in der Provinz lag damit ungefähr auf dem Niveau von Ungarn und betrug 176 % des chinesischen Durchschnitts.
Jiangsu ist heute eine der wohlhabendsten und dichtest besiedelten Provinzen der Volksrepublik. Schwerindustrie, Chemie, Bergbau und Hightech sind die Industriesparten, die hier vertreten sind. Das südliche Jiangsu ist eine der reichsten Regionen Chinas, der Norden zählt dagegen zu den ärmeren Gebieten. Trotz seines Ressourcenmangels nimmt Jiangsu Platz eins in der industriellen Fertigung ein; der Produktionswert liegt fast 24 Prozent über dem Guangdongs, der Provinz auf dem zweiten Platz.

### Seehandel, Häfen
| Hafen                | Umschlag (Mio. t) |
| -------------------- | ----------------- |
| Suzhou (Seehafen)    | 573               |
| Taizhou              | 364               |
| Jiangyin             | 351               |
| Lianyungang          | 301               |
| Nantong              | 285               |
| Nanjing              | 272               |
| Zhenjiang            | 225               |
| Suzhou (Binnenhafen) | 155               |
| Yancheng             | 135               |
| Yangzhou             | 106               |

Das Küstenklima von Jiangsu ist mild und die Küste ist dauerhaft eisfrei. Das Meer ist meist ruhig und schwere Taifune erreichen das verhältnismäßig weit nördlich gelegene Jiangsu eher selten. Diese günstigen Rahmenbedingungen haben dazu geführt, dass seit Alters her Küstenfischerei und Seehandel (sofern es die politischen Umstände zuließen) eine wichtige Rolle spielten. Die Provinz verfügt (Stand 2022) über zehn Seehäfen an der Küste und 13 Binnenhäfen. Die wichtigsten Seehäfen sind die von Nanjing, Suzhou, Nantong, Lianyungang und Zhenjiang. Die wichtigsten Binnenhäfen sind die von Wuxi, Xuzhou und Huai’an. Der gesamte Güterumschlag aller Häfen der Provinz lag 2022 bei 2,62 Milliarden t. Zum Vergleich: im Jahr 2023 hatten alle deutschen Seehäfen zusammengenommen einen Güterumschlag von 268 Millionen t (davon Hamburg 100 Mio. t).

### Landwirtschaft
4,0989 Mio. ha (40.989 km²) werden für den Ackerbau genutzt (Stand 2022), davon 2,8384 Mio. ha (69,3 %) für den Reisanbau. Auf 748.700 ha (18,3 % der Anbaufläche) wird Bewässerungsfeldwirtschaft betrieben. Die Böden sind im Allgemeinen fruchtbar und ertragreich. Im Jahr 2015 waren 15,2 % der Fläche mit Wald bedeckt.

### Tourismus
Die Jangtsekiang-Brücke, Changjiang Daqiao, ist ein technisches Meisterwerk, das die Chinesen ohne ausländische Unterstützung bewerkstelligen mussten, da die sowjetischen Berater 1960 das Land verließen und westliche Fachleute das Projekt für technisch undurchführbar hielten. Von 1960 bis 1968 wurde an der doppelstöckigen, zweispurigen Eisenbahn- und Autobrücke gebaut. Sie überspannt den Jangtsekiang mit einer Breite von fast 20 Metern und ist mit den Zubringern fast 7 Kilometer lang. Die Brücke ruht auf neun 80 Meter hohen Stützpfeilern im Strom, der hier 20 Meter tief ist.
Suzhous Gärten wurden im Laufe der letzten Jahrhunderte von reichen Beamten, Kaufleuten und Grundherren angelegt. Hierhin zogen sich Würdenträger zurück, um die letzten Jahre ihres Lebens in Ruhe zu verleben. Die Baumeister hatten die Aufgabe, auf einem begrenzten Raum eine maximale Anzahl von Szenerien zu schaffen. Wichtigste Elemente waren Teiche und Berge. Da Suzhou in einer Niederung liegt, war es ein Leichtes, Teiche anzulegen, denn in 1–2 m Tiefe gab es schon Grundwasser. Die durch das Ausheben gewonnene Erde wurde zu Hügeln aufgeschüttet. Häufig anzutreffen sind die sogenannten Taihu-Steine. Die Gärten sollten eine teils ländliche, teils städtische Atmosphäre wiedergeben.

### Arbeitsmarkt
Zum Ende des Jahres 2016 waren 47,5622 Millionen Menschen oder 59,56 % der ansässigen Bevölkerung erwerbstätig. Im Vorjahr waren es 22 800 Personen oder 0,2 Prozentpunkte mehr. Die Landwirtschaft beschäftigte 8,4185 Millionen Menschen oder 17,7 % der Erwerbstätigen, der industrielle Sektor beschäftigte 20,4517 Millionen Menschen oder 43 % der Erwerbstätigen und das Dienstleistungsgewerbe beschäftigte 18,692 Millionen Personen oder 32,42 % der Erwerbstätigen. Die Beschäftigung in der Landwirtschaft ging 2016 um 0,7 Prozentpunkte zurück, die Beschäftigung im Dienstleistungsgewerbe stieg um 0,7 Prozentpunkte, der Anteil der Industrie blieb gleich.
Der Anteil der urbanen Bevölkerung an der erwerbstätigen Bevölkerung betrug am Jahresende 2016 57,72 % oder 31,2626 Millionen Menschen. Er stieg im Verlaufe des Jahres um 500 400 Personen oder 0,28 Prozentpunkte. Im Süden von Jiangsu nahm die urbane erwerbstätige Bevölkerung im Jahre 2016 um 1,66 % zu, in der Mitte um 2,08 % und im Norden um 4,01 %. Am Ende des Jahres 2016 waren 352 100 Stadtbewohner als arbeitslos verzeichnet, um etwa 2,2 % weniger als im Vorjahr. Die registrierte Arbeitslosigkeit überstieg im Jahresverlauf 2016 den niedrigen Wert von 3,02 % nicht.